# Opération Toile d'araignée
Pendant l'Invasion de l'Ukraine par la Russie
L'opération Toile d'araignée (en ukrainien Операція « Павутина », romanisée Operatsia « Pavoutyna ») est une opération militaire menée en Russie le 1er juin 2025 par le Service de sécurité d'Ukraine (SBU) au cours de l'invasion de l'Ukraine par la Russie. À la date de son exécution, elle est la plus importante opération de ce type jamais menée contre des infrastructures militaires en territoire russe,.
L'opération consiste en des frappes coordonnées de drones lancées profondément en territoire russe depuis des camions troyens, et qui visent plusieurs bases aériennes russes : Belaïa, Diaguilevo, Ivanovo Severny, Olenia et Voskressensk. Selon le SBU, ces frappes touchent plus de 40 avions militaires russes,.

## Préparation

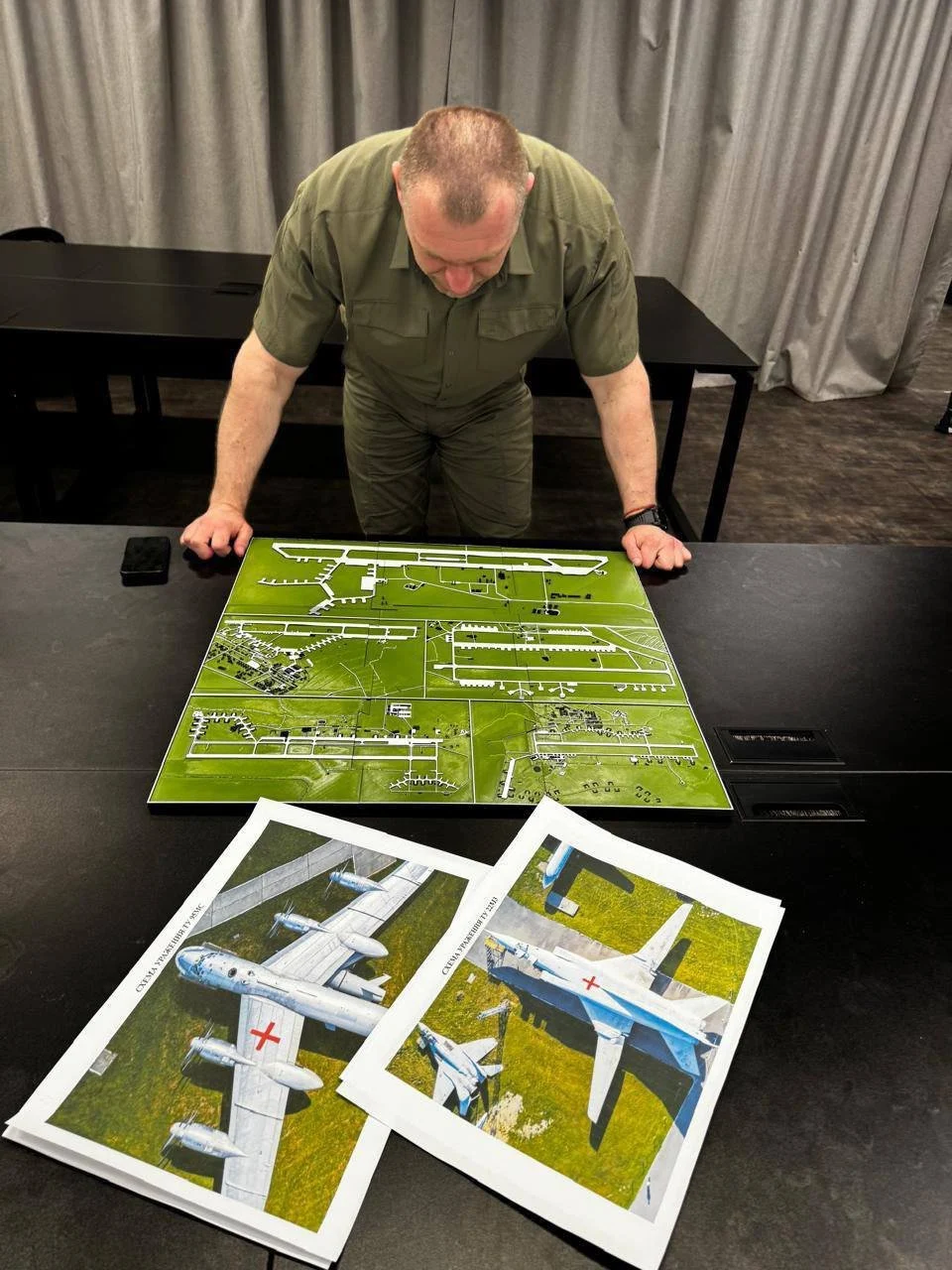
Le chef du service de sécurité d'Ukraine Vassyl Maliouk avec des plans et photos de bases aériennes russes.

Selon des sources ukrainiennes[Lesquelles ?], l'opération est « extrêmement complexe » et a nécessité un an et demi de préparation, sous la supervision personnelle de Volodymyr Zelensky. Les quadrirotors FPV, de type « Big Boy », sont transportés ou assemblés directement en Russie, transférés dans des conteneurs de lancement en bois, puis montés sur des camions. Au début de l'attaque, les toits de ces conteneurs sont ouverts à distance et les drones sont dirigés vers leurs cibles,. Selon des sources ukrainiennes[Lesquelles ?], les agents qui préparent l'opération sur le territoire russe ont été évacués avant le début des attaques.
L'Ukraine n'a pas préalablement informé l'administration du président américain Donald Trump des attaques contre les bases aériennes russes,.

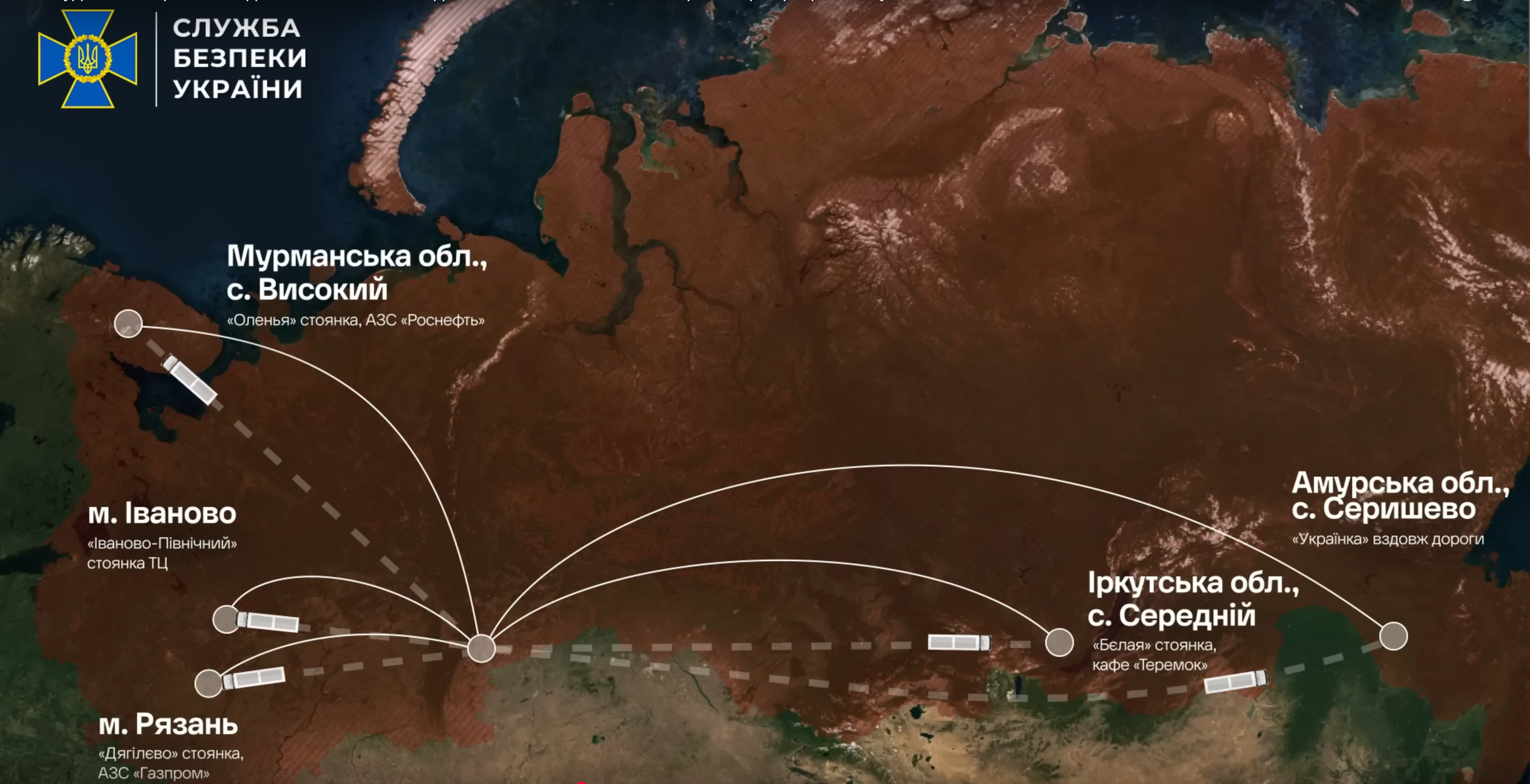
Ville de départ des containers de drones ukrainiens et les cinq bases aériennes attaquées

## Déroulement
Selon le président ukrainien, cent-dix-sept-drones visent cinq bases aériennes russes, dont celles de Belaïa, Diaguilevo, Ivanovo Severny, Olenia. Le SBU affirme avoir touché plus de quarante avions militaires russes, dont des bombardiers stratégiques Tu-160, Tu-95 et Tu-22M de l'aviation à long rayon d'action russe, ainsi qu'un appareil de détection et de contrôle aérien A-50. Le gouverneur de l'oblast d'Irkoutsk confirme une attaque de drones près de Sredny, où se trouve la base aérienne de Belaïa, et partage des images montrant un panache de fumée. Les médias russes rapportent l'attaque d'Olenia, en affirmant que les défenses aériennes fonctionnent. À la suite de ces attaques, les bases aériennes d'Engels et de Morozovsk déclarent l'état d'urgence en raison d'une possible menace aérienne. Une cinquième frappe, contre une base aérienne proche de Voskressensk, dans l'oblast de Moscou, est signalée le même jour,.
Une attaque contre la base aérienne d'Oukraïnka semble avoir initialement échoué, le camion transportant les drones ayant été détruit par un incendie. Cependant, il semble qu'un bombardier Tu-95 ait été détruit sur ce site.
Plusieurs chaînes Telegram publient une vidéo d'une prétendue explosion à Severomorsk, où sont stationnés des sous-marins nucléaires russes. Le maire de la ville, Vladimir Evmenkov, dément cette information et déclare qu'aucune menace n'a été détectée.
Des sources ukrainiennes annoncent des dommages d'une valeur de plus de deux milliards de dollars américains. Dans un communiqué, le service de sécurité ukrainien revendique la destruction de 34 % des bombardiers porteurs de missiles de croisière et un montant total de dégâts estimé à 7 milliards de dollars.
Le ministère russe de la Défense reconnaît qu'une « attaque terroriste » a eu lieu. Les médias russes rapportent qu'un chauffeur de camion présumé impliqué dans l'attaque doit être interrogé par la police.
Le 2 juin, les autorités russes annoncent que plusieurs avions ont été détruits, mais que l'attaque n'a causé aucune perte humaine.

Types d'avions militaires russes touchés
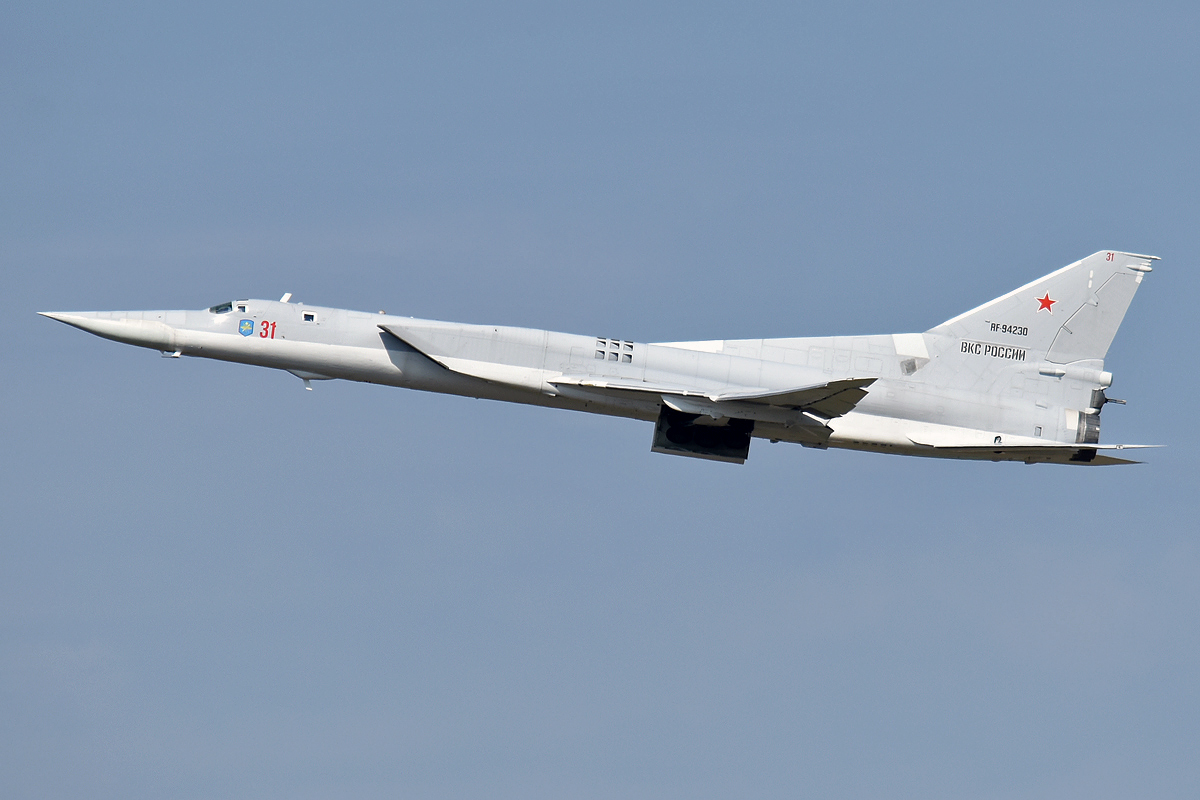
Tu-22M
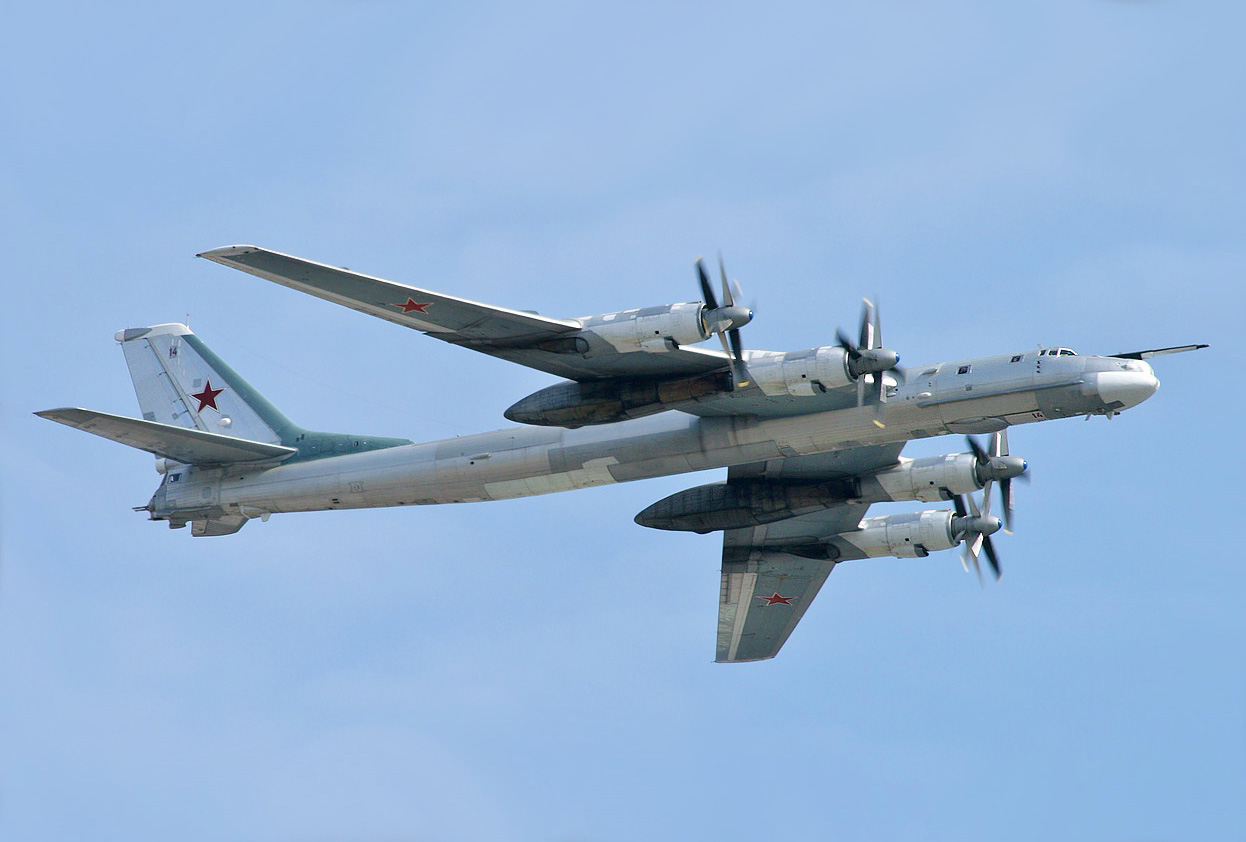
Tu-95
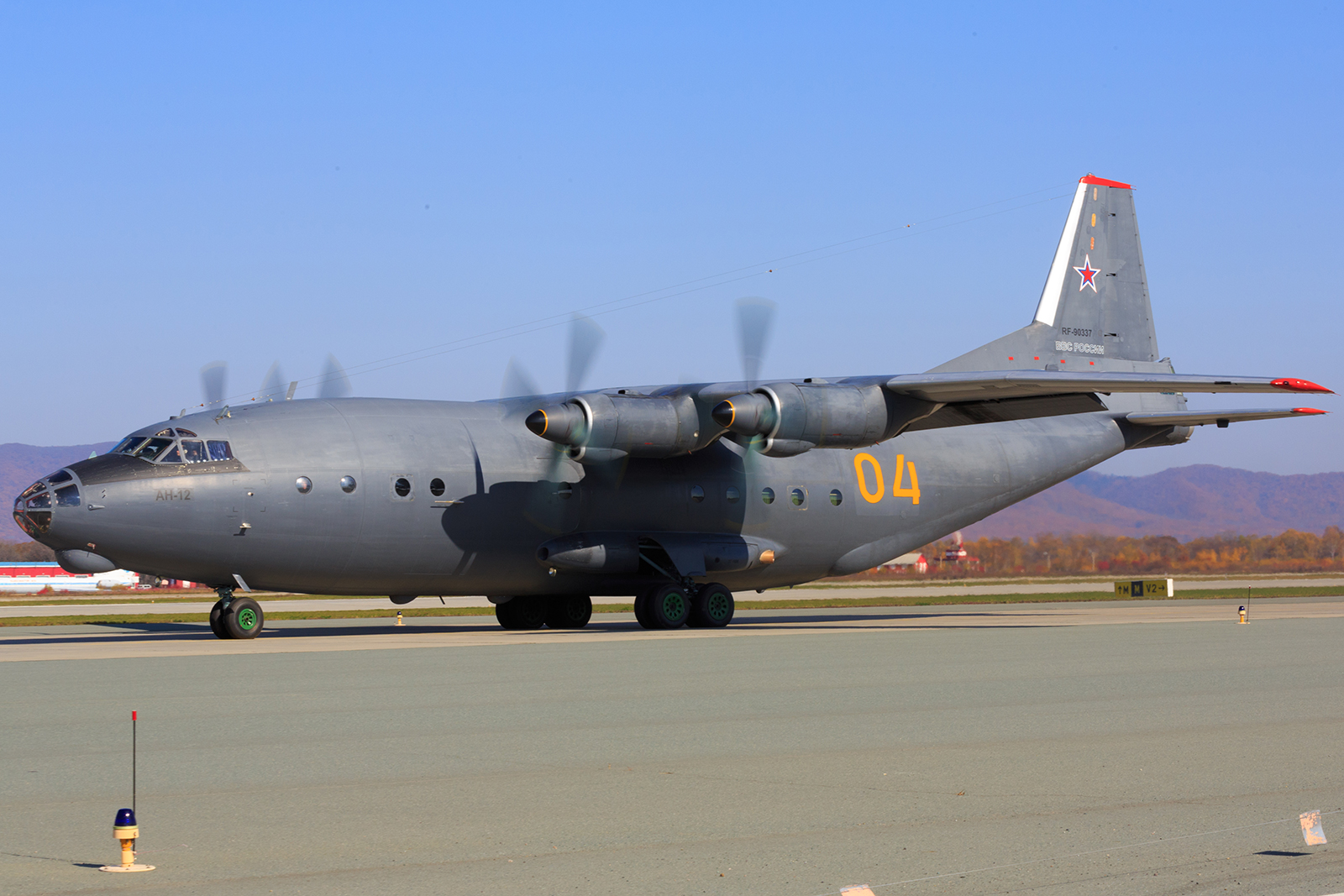
An-12
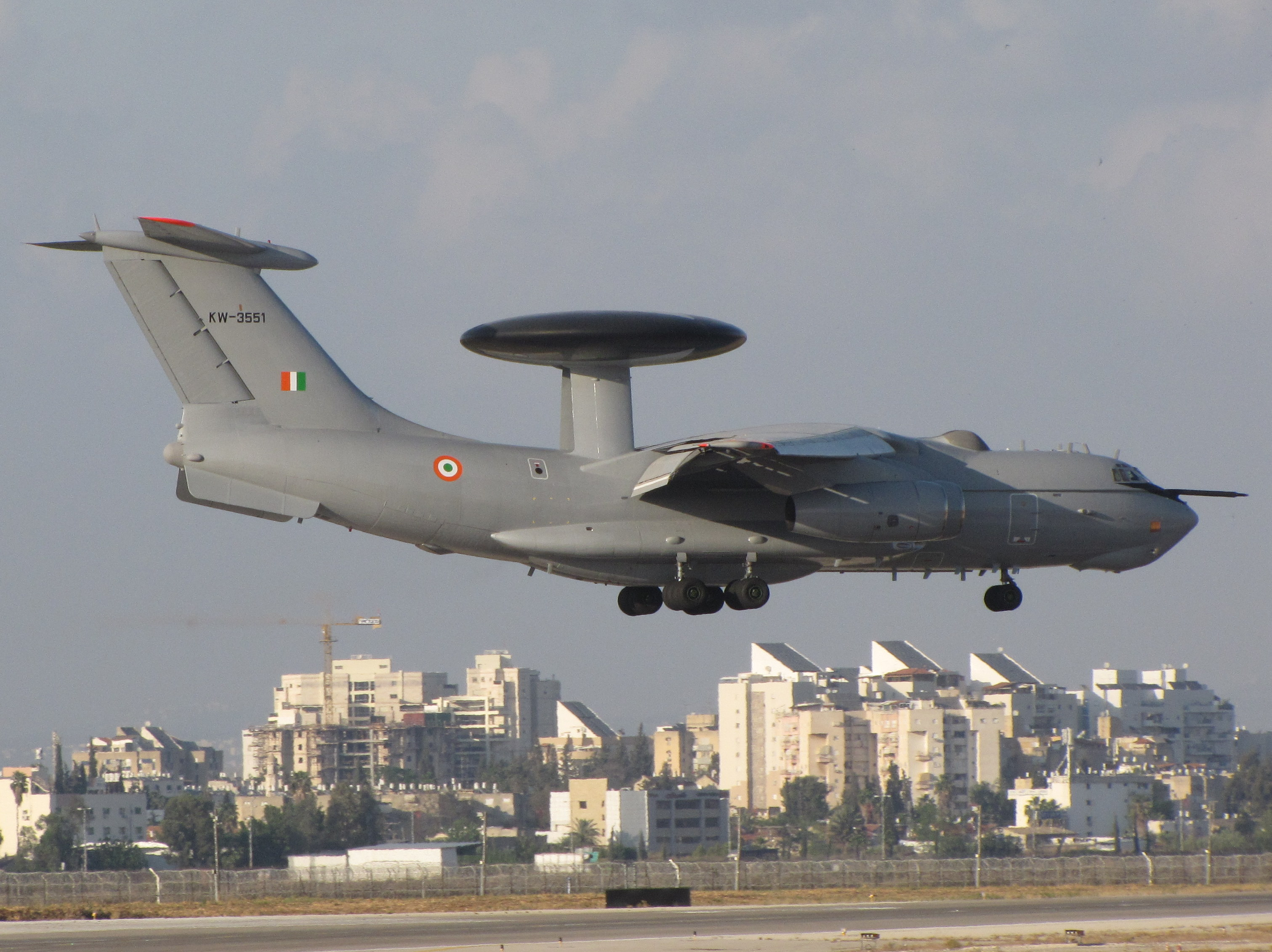
A-50
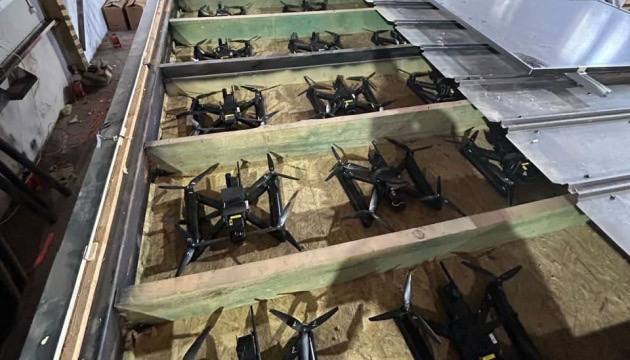